# 8 jours et 8 nuits à Cancun
Pour plus de détails, voir Fiche technique et Distribution.
8 jours et 8 nuits à Cancun (The Real Cancun) est un film documentaire américain sorti le 25 avril 2003 aux États-Unis et le 30 juillet 2003 en France.

## Synopsis
Inspiré par la téléréalité, ce film suit la vie de 16 Américains du 13 au 23 mars 2003 ; ils fêtent leur spring break à Cancún au Mexique et vivent des relations amoureuses, des conflits émotionnels, ou profitent juste de moments agréables.

## Fiche technique
- Titre : 8 jours et 8 nuits à Cancun
- Titre original : The Real Cancun
- Réalisation : Rick de Oliveira
- Production : Mary-Ellis Bunim et Jonathan Murray pour New Line Cinema et FilmEngine
- Pays d'origine : États-Unis
- Format : Couleurs - 1,85:1 - 35 mm
- Genre : documentaire
- Durée : 95 minutes
- Dates de sortie : 
  - France : 30 juillet 2003
  - Canada : 2 mai 2003

## Distribution
- Matthew Slenske (VF : Adrien Antoine) : Matt
- Laura Ramsey (VF : Marie-Eugénie Maréchal) : elle-même
- Jeremy Jazwinski (VF : Ludovic Baugin) : lui-même
- Paul Malbry (VF : Jean-Paul Pitolin) : lui-même
- Marquita Marshall (VF : Annie Milon) : Sky
- Sarah Wilkins (VF : Nathalie Karsenti) : elle-même
- Jorell Washington (VF : Lucien Jean-Baptiste) : lui-même
- Roxanne Frilot (VF : Laura Préjean) : elle-même
- Nicole Frilot (VF : Karine Texier) : elle-même
- David Ingber (VF : Vincent Ropion) : lui-même
- Brittany Brown-Hart : elle-même
- Casey Weeks (VF : Alexis Tomassian) : lui-même
- Benjamin Fletcher : lui-même
- Heidi Vance (VF : Karine Foviau) : elle-même
- Amber Madison : elle-même
- Alan Taylor (VF : Maël Davan-Soulas) : lui-même

Source et légende : Version française (VF) sur Voxofilm

## Accueil
Le film a rapporté 3 825 000 $ aux États-Unis et 1 520 000 $ à l'étranger, ce qui est bien loin de son coût de production de 7 500 000 $.
Il a été largement considéré comme un échec au box-office et a été nommé pour le pire film au Razzie Awards 2003.
Cependant, le film est remarquable pour plusieurs raisons. Il est sorti en salle seulement un mois après la fin du tournage, et sorti en DVD et vidéo seulement deux mois environ après cela, marquant une des sorties DVD les plus rapides, de la production à la sortie en vidéo en passant par la sortie en salle. Le film est aussi remarquable pour être un des premiers métrages à montrer des rapports sexuels non simulés entre des acteurs, bien que rien d'explicite ne soit montré à l'écran. La sortie en DVD contenait des séquences additionnelles, mais le producteur a choisi de n'inclure aucune image explicitement pornographique. Une des séquences les plus mémorables est lorsqu'un des vacanciers a été piqué par une méduse durant un saut à l'élastique.
Quelques reportages rapides des médias ont suggéré que ce film était un sous-produit cinématographique la série de téléréalité The Real World, mais en fait il n'y a aucun lien direct entre les deux productions.